# Liste der Mitglieder des Landtags von Waldeck-Pyrmont 1872–1875
Diese Liste nennt die Liste der Mitglieder des Landtags von Waldeck-Pyrmont 1872–1875.
1852 verabschiedete Fürst Georg Victor die Verfassungsurkunde für die Fürstentümer Waldeck und Pyrmont. Damit wurde ein neues Wahlrecht bestimmt und 1875 der neunte Landtag nach diesem Wahlrecht gewählt. Gewählt wurden 15 Abgeordnete in indirekter Wahl in Mehrpersonenwahlkreisen. Diese Wahlkreise entsprachen den vier Landkreisen, wobei je Kreis vier Abgeordnete gewählt wurden. Ausnahme war Pyrmont, wo drei Abgeordnete gewählt wurden. Rechtsgrundlage der Wahl war das Wahlgesetz vom 17. August 1852 (Wald. Reg. Bl., S. 163) in der Fassung vom 2. August 1856 (Wald. Reg. Bl., S. 75).

## Liste der Abgeordneten
Die so bestimmten Abgeordneten waren: 
| Wahlbezirk           | Abgeordneter               | Anmerkungen            |
| -------------------- | -------------------------- | ---------------------- |
| Kreis der Twiste     | Robert Waldeck             |                        |
| Kreis der Twiste     | Friedrich Bender           |                        |
| Kreis der Twiste     | Adolf Rhode                | Präsident              |
| Kreis der Twiste     | Friedrich Schultze         |                        |
| Kreis des Eisenbergs | Daniel Böhle               |                        |
| Kreis des Eisenbergs | Christian Friedrich Brühne |                        |
| Kreis des Eisenbergs | Friedrich Hastenpflug      |                        |
| Kreis des Eisenbergs | Werner Schotte             | Bis 12. September 1874 |
| Kreis des Eisenbergs | August Waldeck             | Ab 31. August 1874     |
| Kreis der Eder       | Carl Hagemann              |                        |
| Kreis der Eder       | Leopold Waldeck            |                        |
| Kreis der Eder       | Ernst Schäffer             |                        |
| Kreis der Eder       | Wilhelm Ebersbach          |                        |
| Kreis Pyrmont        | Wilhelm Lentrodt           |                        |
| Kreis Pyrmont        | Adolph Windel              |                        |
| Kreis Pyrmont        | Walther Herwig             | Bis 7. September 1874  |
| Kreis Pyrmont        | Heinrich Wilhelm Fischer   | Ab 30. Oktober 1874    |